# Celico
Celico is een gemeente in de Italiaanse provincie Cosenza (regio Calabrië) en telt 3157 inwoners (31-12-2004). De oppervlakte bedraagt 98,9 km², de bevolkingsdichtheid is 33 inwoners per km².
De volgende frazioni maken deel uit van de gemeente: Manneto.

## Demografie
Celico telt ongeveer 1181 huishoudens. Het aantal inwoners steeg in de periode 1991-2001 met 1,0% volgens cijfers uit de tienjaarlijkse volkstellingen van ISTAT.
| Jaar | Inwoneraantal |
| ---- | ------------- |
| 1991 | 3154          |
| 2001 | 3185          |

## Geografie
De gemeente ligt op ongeveer 850 m boven zeeniveau.
Celico grenst aan de volgende gemeenten: Acri, Casole Bruzio, Lappano, Longobucco, Rose, Rovito, San Pietro in Guarano, Spezzano della Sila.